# Barcia (Valdés)
Barcia es una parroquia del concejo asturiano de Valdés, en España. Asimismo, una de las poblaciones que forman parte de dicha parroquia recibe el mismo nombre. El paisaje es típico del occidente asturiano, muy verde con amplias praderas y bosques, así como los acantilados que dan al mar Cantábrico.
La economía local se basa en la agricultura y la ganadería, así como en el sector servicios (hostelería, sierras de madera) y es donde se encuentra el mayor polígono industrial del Concejo  de Valdés.  
Es conocido por albergar el único cementerio musulmán del norte de España, el cementerio Moro de Barcia, construido durante la guerra civil Española.

## Lugares
- Ablaneo
- Aldín
- Barcia
- Busmourisco
- El Cabanín
- El Cadollo
- La Candanosa de Barcia
- Carlangas
- La Figal
- Folgueirón
- Gallinero Barcia
- La Herrería de Arriba
- Modreiros
- Sapinas
- Telares
- La Venta